# Discuz!
Discuz! là Diễn đàn được viết trên nền PHP phát triển bởi Comsenz Technology Co., Ltd (tiếng Trung: 康盛创想). Discuz! hỗ trợ chạy trên nền dữ liệu MySQL và PostgreSQL. Đây là mã nguồn Diễn đàn thông dụng nhất tại Trung Quốc.
Discuz! là chương trình miễn phí cho mục đích sử dụng cá nhân. Để sử dụng làm phiên bản thương mại bạn cần phải trả phí bản quyền là 3000 Nhân dân tệ. Chương chính chính thức được phát hành bằng tiếng Trung Quốc. Trước đây Discuz! cũng được phát triển hỗ trợ tiếng Anh, nhưng đã bị ngừng lại do lý do tài chính. Tuy nhiên, vẫn có một vài website hỗ trợ tiếng Anh và ngôn ngữ bản địa cho Discuz!.

## Lịch sử
Ban đầu discuz được dựa trên nền mã nguồn "Asia XMB" phiên bản tiếng Anh, Discuz! được phát triển đầu tiền bởi Dai Zhikang (tiếng Trung: 戴志康; nickname: Crossday) với tên "Crossday Bulletin (CDB)" vào tháng 03 năm 2002. Phần mềm được đổi tên thành "Discuz!" cùng với phiên bản 1.0 phát hành vào 15/10/2002. Vào tháng 2 năm 2003, công ty Comsenz Technology Co., Ltd. đã được thành lập.
Trước phiên bản 2.0, Discuz! không phải là phiên bản miễn phí. Từ tháng 6 năm 2003, Discuz! đã có phiên bản dùng miễn phí cho mục đích cá nhân và phiên bản thương mại trả phí. Với phiên bản 6.1.0, mã nguồn khi cài đặt bắt buộc phải cài đặt cùng với UCenter. Đây là nền tảng chung để có thể tham gia vào bất kỳ sản phẩm nào của Comsenz chỉ với 1 tài khoản duy nhất. Ucenter hỗ trợ quản lý tất cả các tài khoản sử dụng, vì vậy các thành phần trong website, như tin nhắn riêng có thể trao đổi qua tất cả các hệ thống website do Comsenz phát hành. Another innovation is the integration of the Chinese marketing service provider Insenz.
Comsenz đã được mua lại bởi Tencent vào tháng 8 năm 2010. Discuz! X 1.0 đã được phát triển vào năm 2010, kết hợp giữa SNS, web portal, group vàopen platform sản xuất bởi công ty Comsenz.

## Các sản phẩm khác
Hiện tại các sản phẩm của Comsenz bao gồm: Discuz!, Discuz! X, Discuz!NT, UCenter, UCenter Home, X-space, SupeSite, Comsenz EXP, Insenz, Manyou Open Platform, Yeswan, Brand, etc.